# Мойя, Сариха
Сариха Белен Мойя Ангуло (исп. Sariha Belén Moya Angulo; род. 1988) — эквадорский экономист, преподаватель и государственный деятель, национальный секретарь по планированию в администрации Нобоа. С 11 ноября по 23 декабря 2024 года и со 2 по 4 января 2025 года исполняла обязанности вице-президента Эквадора, заменив отстранённую Веронику Абад Рохас.

## Биография

### Ранние годы
После обучения в Папском католическом университете Эквадора (2006-2010) получила звание экономиста. Далее продолжила обучение в Университет Пьера Мендеса-Франса во Франции (2009–2010), получив степень в области права, экономики и управления, а также дополнительную специальность по экономике и управлению. Затем она получила степень магистра экономики в Мадридском университете имени Карлоса III (2014-2015).

### Карьера
С октября 2012 года по август 2013 года Мойя работала аналитиком по планированию и бюджету в Национальном секретариате по планированию Эквадора. С 2013 по 2014 год была аналитиком по государственным активам в Министерстве финансов.
С января 2016 года по июнь 2017 года занимала должность директора по мониторингу и оценке Национального секретариата по планированию. В том же году она была назначена директором по планированию и мониторингу в Министерстве правительства, после чего в 2022 году была назначена генеральным координатором по планированию и стратегическому управлению в том же министерстве.
Мойя также работала внештатным профессором на факультете права и экономики Папского католического университета Эквадора.
После избрания Даниэля Нобоа президентом Эквадора в ходе досрочных выборов 2023 года он изначально планировал назначить Мойю министром экономики и финансов, однако вместо этого 23 ноября 2023 года назначил её национальным секретарём по планированию.

#### Вице-президентство
9 ноября 2024 года вице-президент Вероника Абад Рохас была временно отстранена от должности вице-президента министерством труда после того, как она не покинула Израиль и не поехала в Турцию по поручению президента Нобоа. Нобоа выбрал Мойю исполняющей обязанности вице-президента два дня спустя, 11 ноября. В качестве причин своего выбора он назвал успехи в государственной службе и управленческие достижения Мойи.
Планировалось, что в качестве исполняющей обязанности вице-президента Мойя временно заменит Нобоа на посту президента в дни его избирательной кампании на выборах 2025 года: в течение 30 дней с 5 января по 6 февраля 2025 года и, в случае второго тура, в течение ещё 18 дней, с 24 марта по 10 апреля. Однако 23 декабря 2024 года Конституционный судья Эквадора удовлетворила иск, поданный вице-президентом Вероникой Абад Рохас, признав её отстранение от должности недопустимым и восстановив её в должности.
Несмотря на решение Конституционного суда, 2 января 2025 года Нобоа вновь назначил Мойю исполняющей обязанности вице-президента до 22 января или до того момента, когда Вероника Абад Рохас прибудет в посольство Эквадора в Турции в соответствии с поручением президента Нобоа. Вероника Абад Рохас вновь обратилась в Конституционный суд с требованием принять меры в отношении Нобоа. Однако уже 4 января Нобоа назначил исполняющей обязанности вице-президента Синтию Геллиберт, секретаря государственного управления.